# Eriosema umtamvunense
Eriosema umtamvunense là một loài thực vật có hoa trong họ Đậu. Loài này được C.H.Stirt. miêu tả khoa học đầu tiên.